# Хърка-и Шериф (квартал)
„Хърка-и Шериф“ (на турски: Hırka-i Şerif) е квартал на Истанбул, разположен в градска околия Фатих. Общата му площ е 0,43 км2. Според данни на Адресната система за регистриране на населението (ABPRS) към 2024 г. населението на „Хърка-и Шериф“ е 20 257 жители.